# Guido Novello Guidi

Stemma dei Guidi

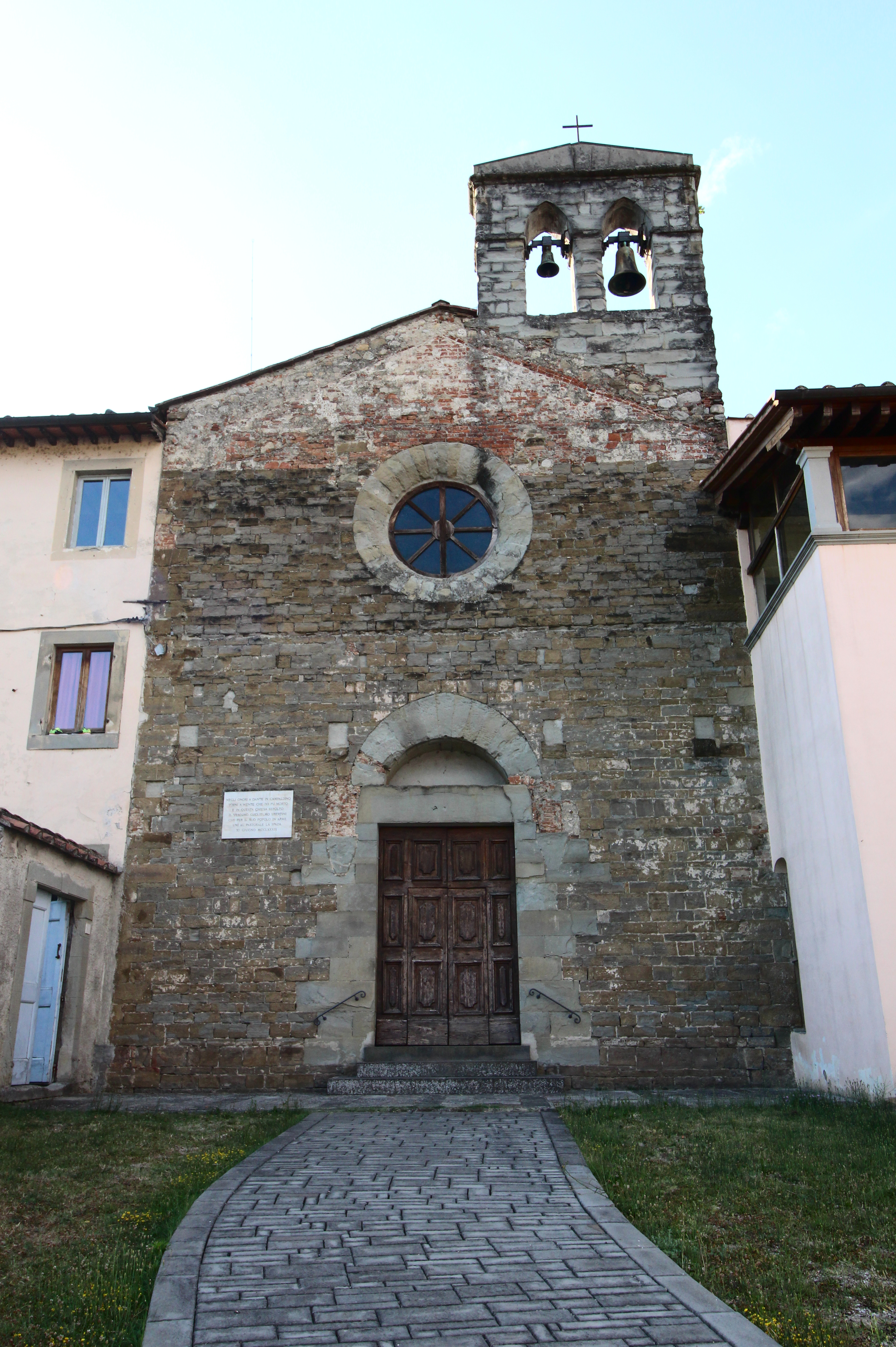
Poppi, convento di Certomondo

Guido Novello Guidi (1227 – Arezzo, gennaio 1293) è stato un condottiero e politico italiano, membro della famiglia dei conti Guidi e uno dei maggiori signori feudali della Toscana della seconda metà del XIII secolo.

## Biografia
Noto come Guido Novello di Modigliana, era figlio del conte Guido detto "il Vecchio" e di Giovanna Pallavicino.
Ottenne dal sovrano nel 1247, assieme al fratello Simone Guidi, la conferma di tutti i possedimenti e la nomina a podestà di Arezzo e nel 1250 di Cortona. Di fede ghibellina, fu tra i protagonisti della vittoria senese contro Firenze nella battaglia di Montaperti del 1260, guidata da Farinata degli Uberti con l'appoggio del re Manfredi. Guido Novello venne nominato podestà di Firenze e alla morte di Farinata degli Uberti nel 1264 divenne capo dei ghibellini e vicario imperiale per la Toscana.
La potenza di Guido Novello subì un ridimensionamento dopo la morte di Manfredi nella battaglia di Benevento del 1266 ad opera di Carlo I d'Angiò alla testa dei guelfi. Nel 1287 divenne guida dei ghibellini di Arezzo, retta a quel tempo dal vescovo Guglielmino Ubertini con l'appoggio dell'aristocrazia ghibellina. Fu nominato podestà di Arezzo nel 1289, anno in cui i ghibellini scesero contro Firenze e Siena nella battaglia di Campaldino dell'11 giugno. Temendo di essere sopraffatto, Guido Novello decise di ritirarsi dalla battaglia rifugiandosi nel suo castello di Poppi.
Morì nel gennaio 1293.
Nella sua vita subì diverse scomuniche papali. Fondò il convento di Certomondo a Poppi.

## Discendenza
Guido Novello sposò Gherardesca Novella della Gherardesca, figlia di Ugolino della Gherardesca, conte di Donoratico, la cui sua figura fu rappresentata nel canto XXXIII dell'Inferno della Divina Commedia di Dante Alighieri.
Ebbero sette figli:
- Leopoldo
- Jacopa, sposò Forese Adimari
- Guglielmo Novello Spadalunga (?– 1334), erede del padre, sposò Benamata Alidosi
- Giovanna, sposò Saracino Bonacolsi di Mantova
- Federico Novello (1255 ca.-1292), sposò Elena Ubaldini
- Telda, sposò Ranieri conte di Donoratico
- Manfredi (?–1321), uomo d'armi